# Cornbugs
I Cornbugs sono stati un gruppo musicale avant-garde metal statunitense, fondato nel 1995 e scioltosi nel 2007. Il gruppo comprendeva Bill "Choptop" Moseley alla voce, Buckethead alla chitarra, Pinchface alla batteria e Travis Dickerson alle tastiere. Dei Cornbugs sono stati pubblicati 5 album in studio, 2 DVD, e 3 raccolte di materiale precedentemente inedito.

## Storia
I Cornbugs pubblicarono il loro album di debutto, Spot the Psycho, nel 1999. Nel 2001 pubblicarono simultaneamente due album, Cemetery Pinch e How Now Brown Cow. Tutti questi album furono autoprodotti e venduti attraverso il sito web del cantante Bill Moseley.
Il quarto album, Brain Circus, fu pubblicato nel 2004 dall'etichetta discografica del tastierista Travis Dickerson, la TDRS Music. Nello stesso anno, più tardi, il gruppo pubblicò il suo ultimo album in studio, Donkey Town.
Nel 2005 e nel 2006, l'etichetta TDRS raccolse la maggior parte del materiale inedito dei Cornbugs e lo pubblicò in versione rimasterizzata in tre raccolte, Rest Home for Robots, Skeleton Farm e Celebrity Psychos.
Nel 2007 furono pubblicati due DVD, Quackers! e Headcheese, dopodiché il gruppo annunciò ufficialmente il proprio scioglimento.

## Formazione
- Bill "Choptop" Moseley – voce
- Buckethead – chitarra
- Pinchface – batteria
- Travis Dickerson – tastiera

## Discografia

### Album in studio
- 1999 – Spot the Psycho
- 2001 – Cemetery Pinch
- 2001 – How Now Brown Cow
- 2004 – Brain Circus
- 2004 – Donkey Town

### Raccolte
- 2005 – Rest Home for Robots
- 2005 – Skeleton Farm
- 2006 – Celebrity Psychos

## Videografia

### Album video
- 2007 – Quackers!
- 2007 – Headcheese